# Aert Mytens
Aert Mytens (en latin : Arnoldus Mytenus, dont le nom est parfois italianisé en Rinaldo Fiammingo, c'est-à-dire Renaud le Flamand, connu également comme Arnold Mijtens, ou Arnold Mytens), né à Bruxelles en 1541 et mort à Rome en 1602, est un peintre de style flamand qui fut actif en Italie.

## Biographie
Selon Carel van Mander, Mytens s'est rendu tôt à Rome pour être l'élève de son compatriote Dirck Santvoort. Il lie amitié avec Hans Speckaert. Il travaille aussi à l'atelier d'un autre peintre flamand, Anthoni Santvoort (appelé aussi il verde Antonio, Antonio le Vert).
Le RDK affirme qu'il est le premier à peindre dans la famille Mytens (ou Mijtens). En fait il est l'oncle du peintre de cour Daniel Mytens et d'Isaac Mytens.
Il épouse à Naples le 21 juin 1592 Margherita di Medina, veuve du peintre flamand Cornelis Smet (it) et belle-sœur de Teodoro d'Errico (qui avait épousé sa sœur).
Il fut le maître du peintre Barend van Someren (en).
Il passe les dernières années de sa vie à Rome, où il meurt en 1602.

## Activité
Aert Mytens travaille d'abord à Bruxelles et La Haye (entre 1565 et 1600), à Rome (entre 1575 et 1578), à Naples (entre 1578 et 1592), à L'Aquila et de nouveau à Rome (de 1601 à 1602).
Il vient pour la première fois à Naples en 1560 auprès de Cornelio Pyp, mais c'est surtout dans les années 1580 et 1590 qu'il y travaille : la grande toile intitulée Le Martyre de saint Barthélémy se trouve à l'église Santa Maria di Costantinopoli ; une Madone au Rosaire à la cathédrale de Nocera Inferiore ; il reste une copie du tableau qu'il a réalisé pour l'église Santa Maria la Nova (it).
Ensuite, il s'installe à L'Aquila, où il peint entre autres une Crucifixion pour la basilique San Bernardino et un Baptême du Christ qui lui est attribué à l'église Santa Maria Paganica (it).

## Liste non exhaustive

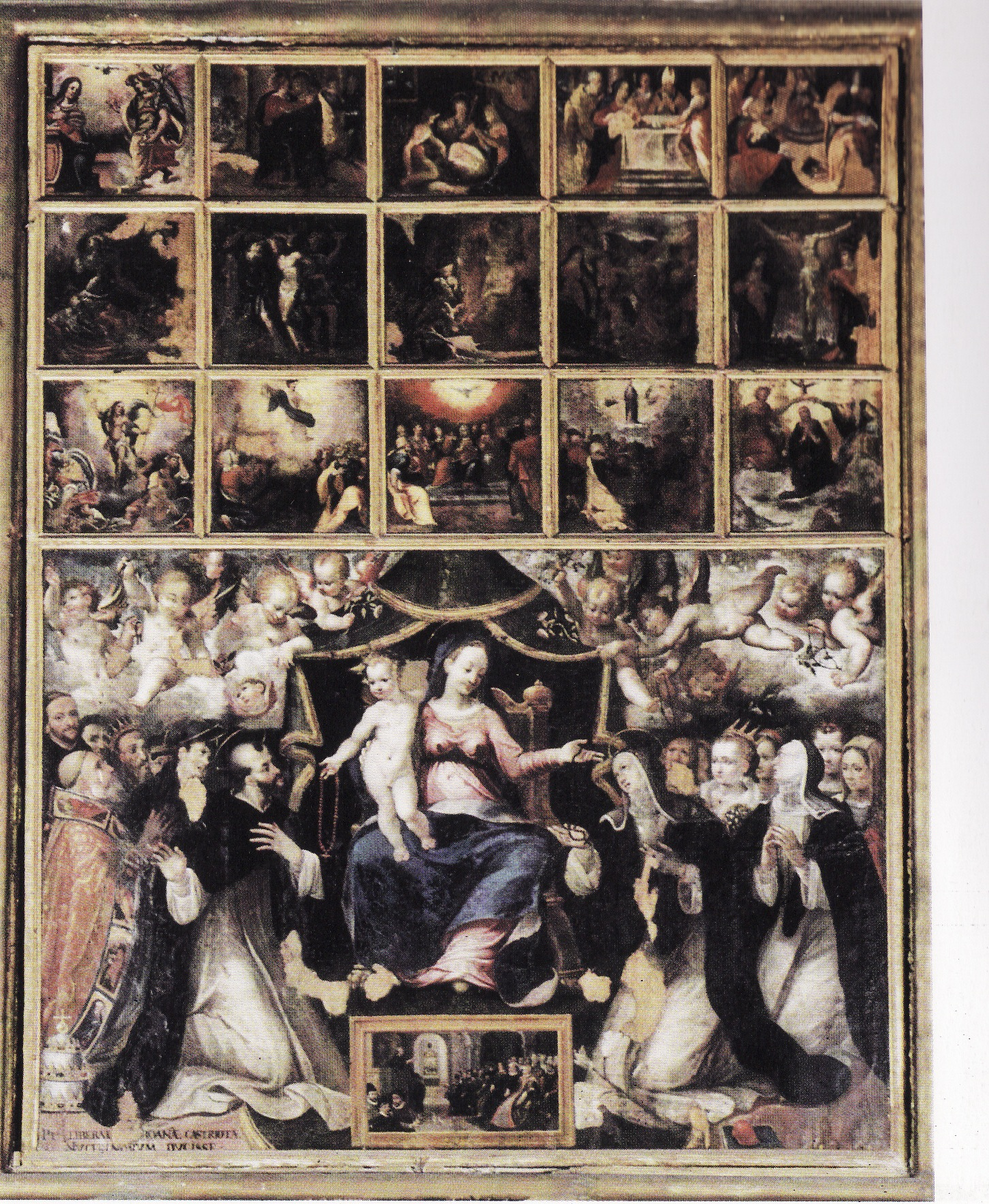
La Madone du Rosaire, cathédrale de Nocera Inferiore

- Le Martyre de saint Barthélémy, église Santa Maria di Costantinopoli, Naples
- Madone du Rosaire avec saint Dominique, sainte Catherine et d'autres saints, Cathédrale San Prisco, Nocera Inferiore
- Assomption, église du Saint-Esprit, Sant'Antimo
- Crucifixion, basilique San Bernardino, L'Aquila
- Le Baptême du Christ, église Santa Maria Paganica (it), L'Aquila
- l'Adoration des Mages, Museo Nazionale d'Abruzzo, L'Aquila
- Madone à l'Enfant avec des saints, Museo Nazionale d'Abruzzo, L'Aquila
- La Présentation au temple, Museo Nazionale d'Abruzzo, L'Aquila
- Notre Dame de la Conception, Santuario di Santa Maria della Rotonda (it), Albano Laziale

## Source de la traduction
- (it) Cet article est partiellement ou en totalité issu de l’article de Wikipédia en italien intitulé « Aert Mytens » (voir la liste des auteurs).